# Central Park (Querétaro)
Central Park Querétaro es un desarrollo inmobiliario que consta de un complejo residencial, corporativos, un centro comercial y un hotel. Actualmente, el hotel se encuentra detenido, pero el 90 por ciento de su estructura metálica ya se encuentra construida, por lo que es cuestión de tiempo para que se retome su construcción. Se encuentra en Centro Sur, en Santiago de Querétaro.

## Historia
El proyecto inmobiliario lo anunció, durante la novena edición de México Cumbre de Negocios, Felipe Tomé Velázquez, director del proyecto Central Park, quien informó que era la primera inversión en proyectos de usos mixtos que realizaba Citicapital en el estado de Querétaro y que tuvo una inversión total de 1,700 millones de pesos. Sin embargo, la construcción inició en el 2010.

### Etapas
La primera es la residencial, integrada por 400 departamentos, distribuidos en torres verticales de lujo en 78,000, terminada en 2011.[cita requerida]
La segunda etapa, la corporativa, consistió en la construcción de dos edificios, el primero de ellos quedó listo el 2012 e inclusive ya tenían rentadas 250 oficinas, mientras que el otro proyecto lo estuvo en el 2014; ambos edificios corporativos abarcan una extensión de 37,600 metros cuadrados.
La última fase, que consistió en la construcción del centro comercial y el hotel, inicio en el 2012.[cita requerida]

## Datos clave

### Central Park Torres Corporativo

#### Torre Corporativo 1
- Altura torre 1: 90 m
- Espacio total - 18,800 m²
- Oficinas - 69
- Plantas: 25

#### Torre Corporativo 2
- Altura torre 2: 90 m
- Espacio total - 18,800 m²
- Oficinas - 69
- Plantas: 25

### Central Park Torres Residencial

#### Torre Residencial 100
- Altura torre 1: 83 m
- Espacio total - 26,000 m²
- Apartamentos - 58
- Plantas: 24

#### Torre Residencial 200
- Altura torre 1: 83 m
- Espacio total - 26,000 m²
- Apartamentos - 100
- Plantas: 24

#### Torre Residencial 300
- Altura torre 1: 83 m
- Espacio total - 26,000 m²
- Apartamentos - 58
- Plantas: 24

## Controversia
El complejo Central Park cuenta con un adeudo de 49 millones de pesos, por concepto de impuesto predial, al corte del 2020. El gobierno del estado de Querétaro indicó que los dueños de este desarrollo comercial y de vivienda, siguen sin tener intenciones de saldar el adeudo, que data del 2017. Por consiguiente, no se podrá hacer uso ni venta de este complejo.[cita requerida]. Mas sin embaro hay planes para poner una reinverisión en la zona, haciéndola activa nuevamente.